# Степаново (Пекшинское сельское поселение)
Степаново — деревня в Петушинском районе Владимирской области России, входит в состав Пекшинского сельского поселения.

## География
Деревня расположена на берегу речки Мулига в 13 км на юго-восток от центра поселения деревни Пекша и в 28 км на юго-восток от райцентра города Петушки.

## История
В конце XIX — начале XX века деревня входила в состав Копнинской волости Покровского уезда, с 1924 года — в составе Болдинской волости Владимирского уезда. В 1859 году в деревне числилось 19 дворов, в 1905 году — 37 дворов, в 1926 году — 62 хозяйств.
С 1929 года деревня являлась центром Степановского сельсовета Собинского района, с 1945 года — в составе Болдинского сельсовета Петушинского района, с 1974 года — в составе Пекшинского сельсовета, с 2005 года — в составе Пекшинского сельского поселения.

## Население
| 1859 | 1905 | 1926 |
| ---- | ---- | ---- |
| 127  | 210  | 278  |

| 1859 | 1905 | 1926 | 2002 | 2010 | 2021 |
| ---- | ---- | ---- | ---- | ---- | ---- |
| 127  | ↗210 | ↗278 | ↘8   | →8   | ↘4   |